# Tour Saint-Jacques
La tour Saint-Jacques è un edificio in stile gotico fiammeggiante di Parigi; è situata nel quartier Saint-Merri, nel IV arrondissement, al centro della piazza che da essa trae il nome, lungo rue de Rivoli.

## Storia
L'edificio campanario fu eretto tra il 1509 e il 1523 e costituisce l'unica testimonianza della chiesa di Saint-Jacques-de-la-Boucherie, dedicata a san Giacomo Maggiore, una reliquia del quale era custodita all'interno dell'edificio, fondata secondo la Chronique de Turpin da Carlo Magno (questo fatto le ha valso l'iscrizione al patrimonio mondiale dell'UNESCO al titolo dei Cammini di Santiago di Compostela nel 1998, insieme ad altre 70 località della Francia).
Nel 1648 il matematico e fisico francese Blaise Pascal vi condusse esperimenti sulla pressione atmosferica e sulla densità dell'aria: per commemorarli fu eretta la sua statua, posizionata alla base della torre, e fu installato, nel 1891 un laboratorio meteorologico.
La chiesa fu demolita nel 1797, nel corso della Rivoluzione francese, mentre il campanile, adibito a fabbrica di palline di piombo, fu conservato, in quanto giudicato di notevole valore architettonico.
Pur essendo scampata alla distruzione, la torre subì due incendi nel 1819 e nel 1823, che le arrecarono ingenti danni. Riacquistata dal comune di Parigi nel 1836, venne restaurata dagli architetti Victor Baltard (1852-1854) e Théodore Ballu (1854-1858), e le statue che erano andate distrutte furono sostituite con altre, opere degli scultori Cavelier, Dantan, Protet, Cordier e Froget.

Nel 1856 l'edificio venne posto su un basamento rialzato in modo da ripristinare la sua altezza originale, e fu attorniato dagli attuali giardini, che ricoprono un'area di circa 6.015 m2.
L'edificio è stato classificato come monumento storico di Francia nel 1862.
Il monumento ispirò lo scrittore Alexandre Dumas, che nel 1856 compose il dramma La Tour-Saint-Jacques-la-Boucherie.
L'edificio fu soggetto a ulteriori interventi di restauro nel 1937 e tra il 2005 e il 2009, dai quali è emerso che molte delle decorazioni oggi esistenti non sono frutto dei restauri ottocenteschi, ma risalgono all'epoca tardo-medievale in cui la torre fu costruita.

## Descrizione
La torre, opera di Jean de Félin, è caratterizzata da strette bifore che si alternano a nicchie sormontate da guglie e pinnacoli, entro le quali sono situate numerose statue. Alla sommità vi sono le sculture dei quattro evangelisti e, sopra un pinnacolo, la statua di San Giacomo Maggiore, realizzata da Paul Chenillon nel 1870. Alla base del monumento, entro un ambiente voltato che si apre verso l'esterno con un arco ogivale per ogni facciata, si trova il monumento a Blaise Pascal, di Jules Cavelier.

## Metropolitana
La torre si trova nei pressi delle stazioni della metropolitana di Parigi Châtelet (linee , , ,  e ) e Hôtel de Ville (linee  e ).

## Galleria d'immagini

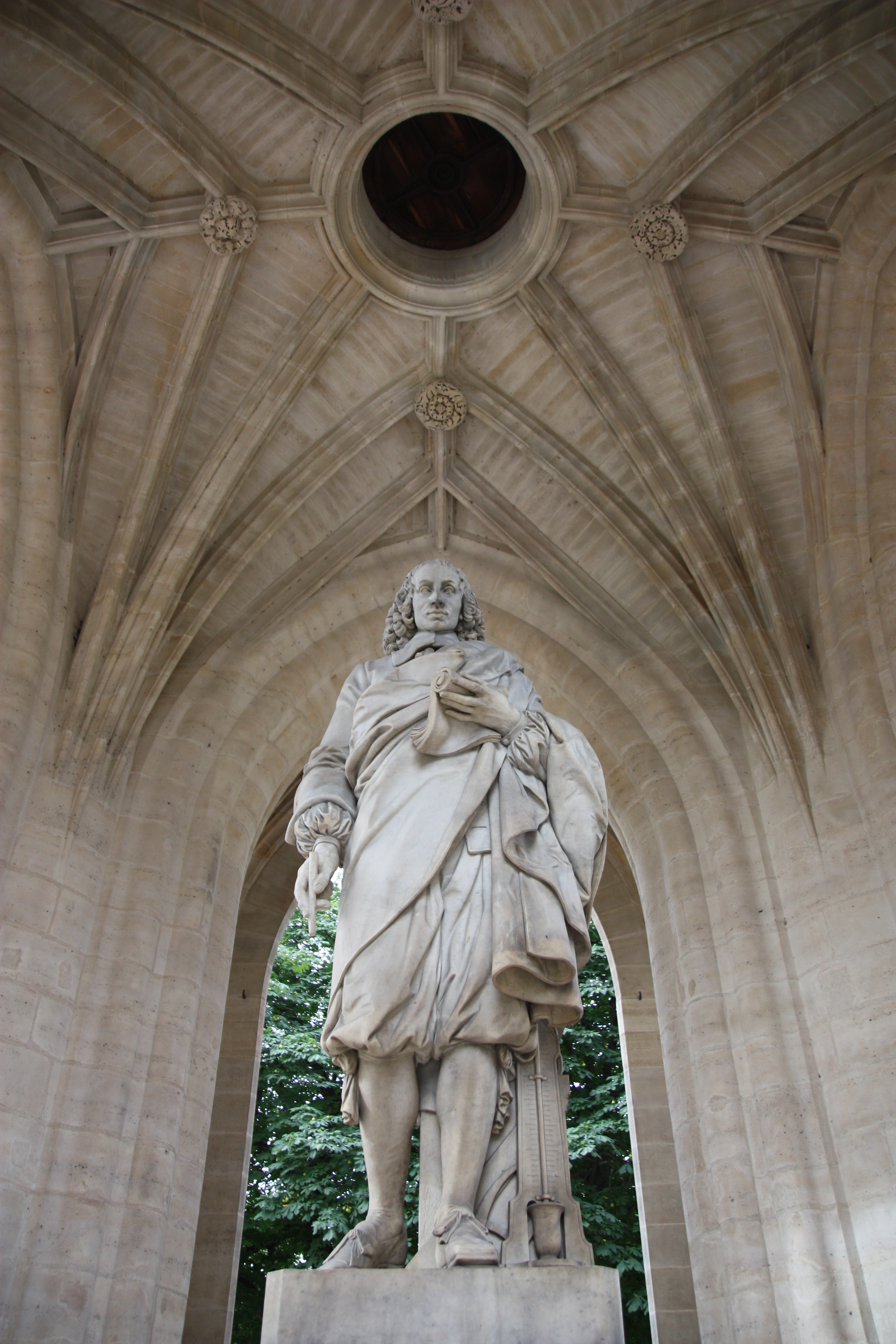
Il monumento a Blaise Pascal
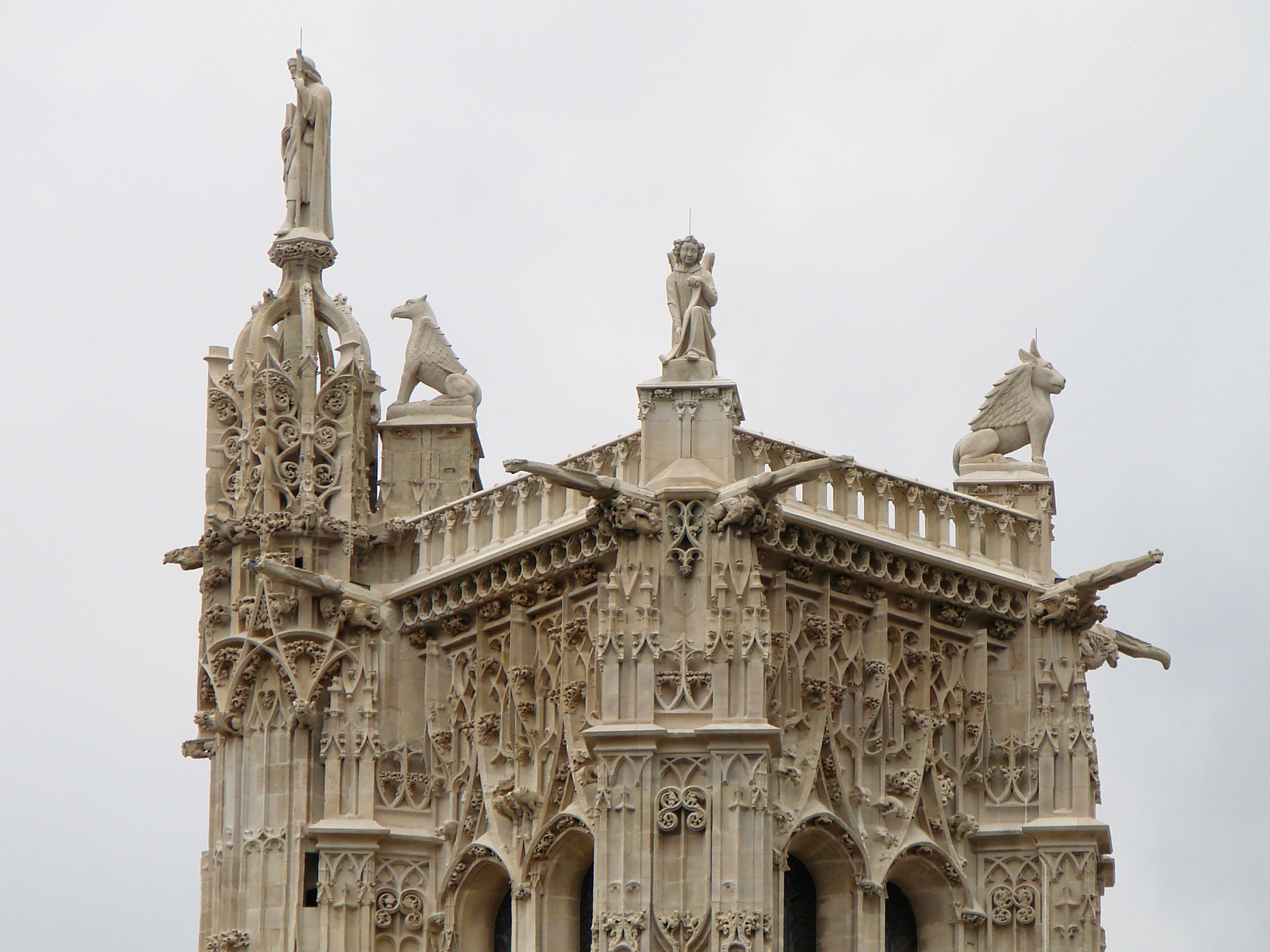
La sommità della torre
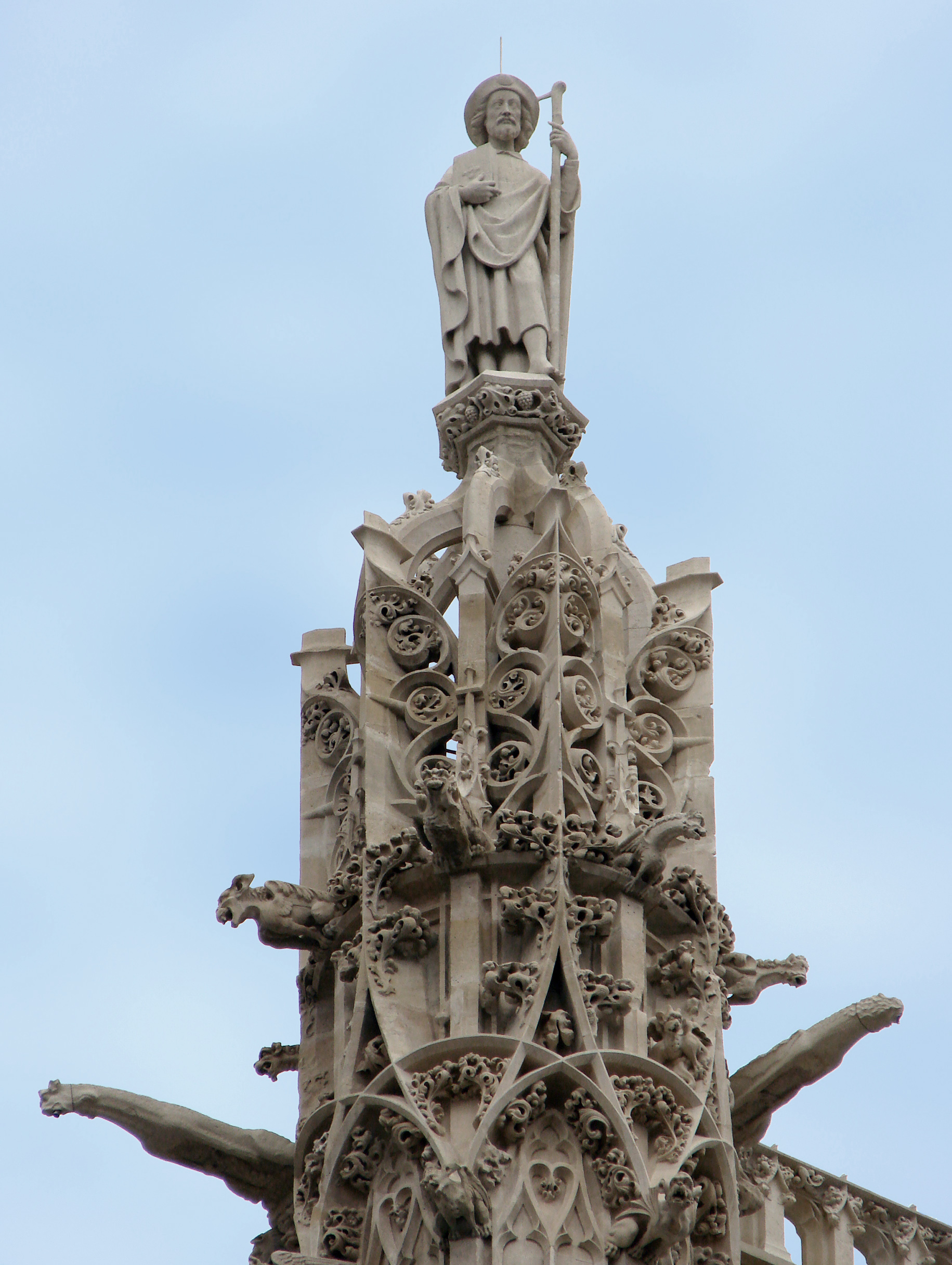
La statua di San Giacomo
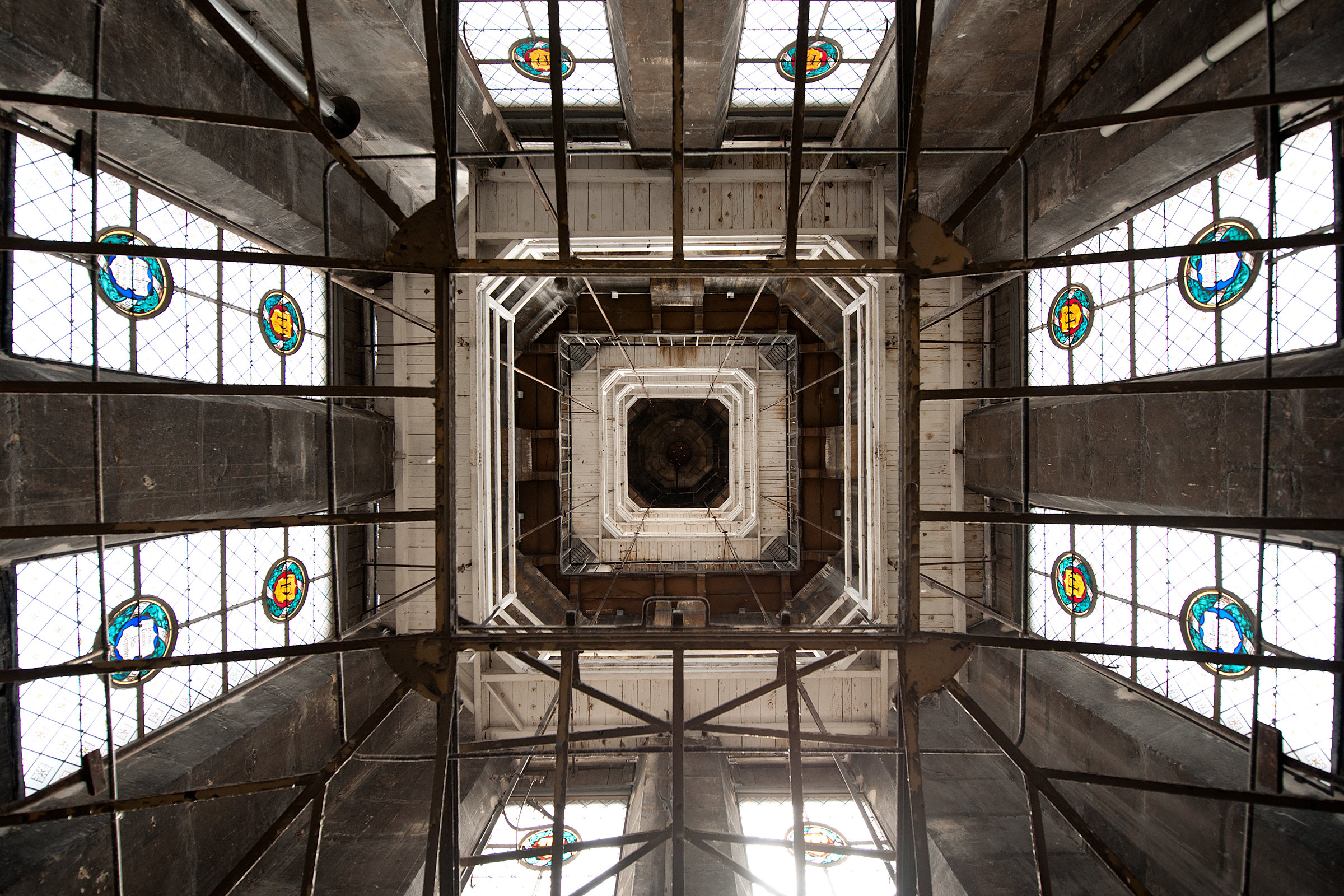
L'interno della torre